# کریستین اولسون
کریستین اولسون (سوئدی: Christian Olsson؛ زادهٔ ۲۵ ژانویهٔ ۱۹۸۰) ورزشکار پرش سه‌گام اهل سوئد است. از افتخارات وی میتوان به کسب مدال طلا پرش سه‌گام در بازی‌های المپیک تابستانی ۲۰۰۴ اشاره کرد.